# Agabus guttatus
Agabus guttatus är en skalbaggsart som först beskrevs av Gustaf von Paykull 1798.  Agabus guttatus ingår i släktet Agabus och familjen dykare. Arten är reproducerande i Sverige.

## Underarter
Arten delas in i följande underarter:
- A. g. guttatus
- A. g. baudii

## Bildgalleri

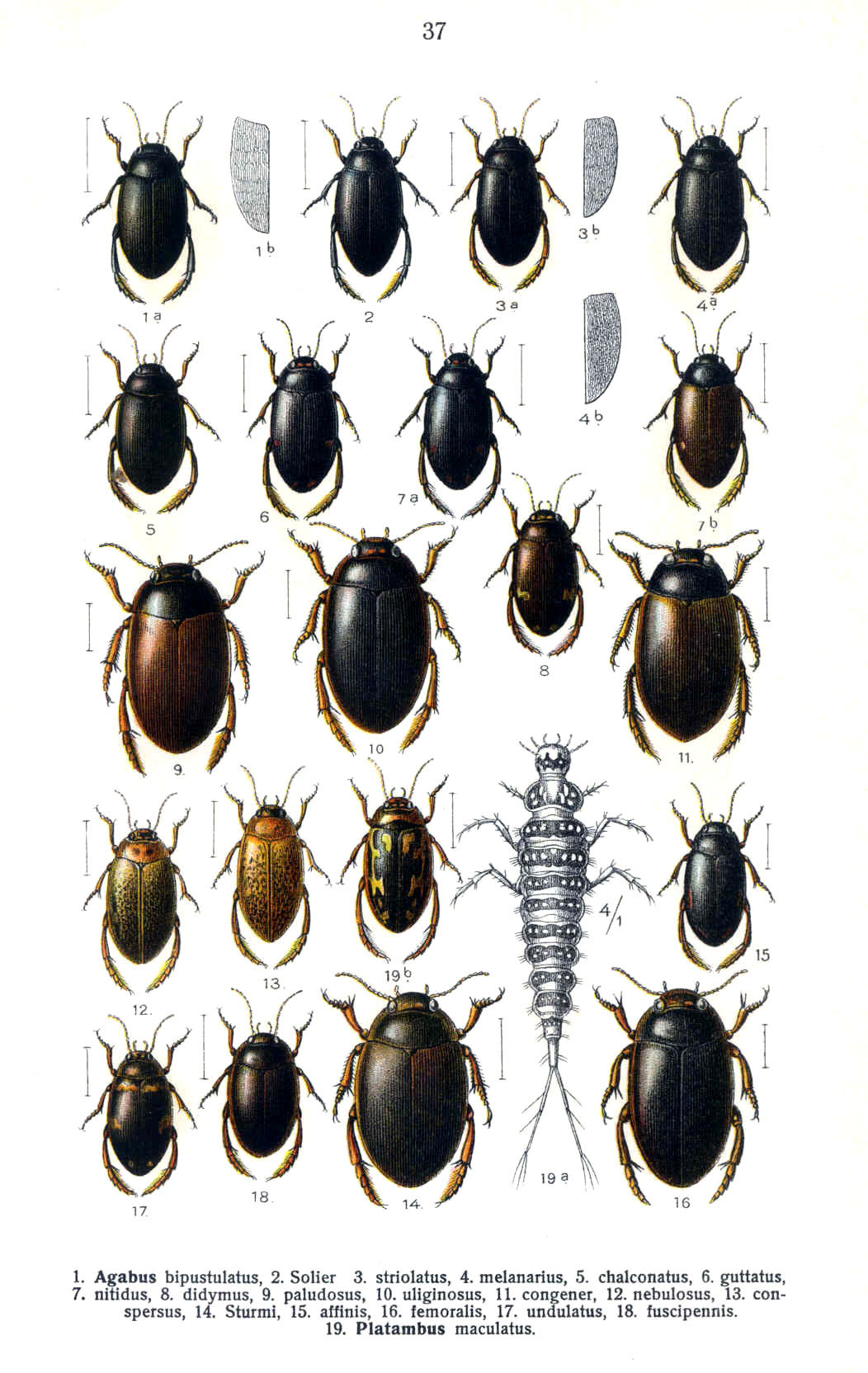
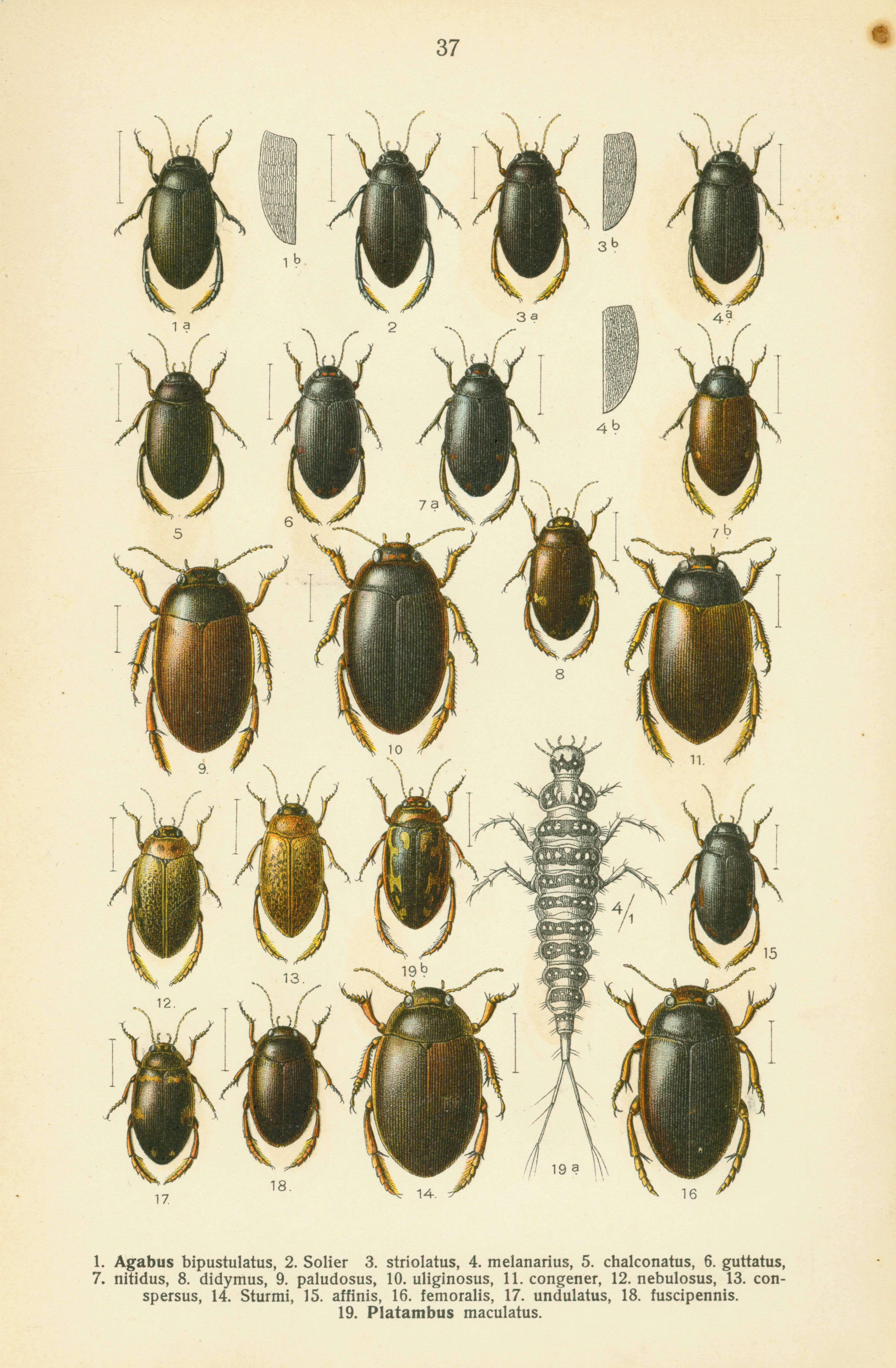